# Girl Shy
Girl Shy is een stomme film uit 1924 onder regie van Fred C. Newmeyer en Sam Taylor. Het was de eerste zelfgeproduceerde film van Harold Lloyd na zijn breuk met producent Hal Roach.

## Verhaal
Een verlegen jongeman die niet met vrouwen kan praten, waagt zich aan het publiceren van een boek vol fictieve veroveringen, maar vindt onderweg ware liefde.

## Rolverdeling
| Acteur          | Personage       |
| --------------- | --------------- |
| Harold Lloyd    | Harold Meadows  |
| Jobyna Ralston  | Mary Buckingham |
| Richard Daniels | Jerry Meadows   |
| Carlton Griffin | Ronald DeVore   |
| Nola Luxford    | De Vamp         |
| Judy King       | De Flapper      |